# Siang Čung-fa
Siang Čung-fa (čínsky pchin-jinem Xiàng Zhōngfǎ, znaky zjednodušené 向忠发, tradiční 向忠發; květen 1898 — 8. ledna 1941) byl čínský komunistický politik, od druhé poloviny 20. let jeden z vůdců Komunistické strany Číny, od roku 1928 ji vedl jako generální tajemník, byť nebyl autoritativní osobností a srovnatelný nebo větší vliv měli jeho kolegové ve stálém výboru politbyra, především Čou En-laj a Li Li-san. Roku 1931 byl zatčen kuomintangskou policií a vzápětí zastřelen.

## Život

### Mládí, dělník, odborář, politik
Siang Čung-fa se narodil roku 1879 v chudé rodině Šanghaji, rodina se brzy přestěhovala do okresu Chan-čchuan v provincii Chu-pej. Když mu bylo 14 let, stal se učněm v továrně na zbraně v Chan-jangu. Když továrnu zavřeli, našel si práci jako sluha v Ťiang-si. O tři roky později ho zaměstnavatel doporučil říční dopravní společnosti ve Wu-chanu. Plavil se na jejích lodích, o čtyři měsíce později byl povýšen na druhého důstojníka a po dvou letech se stal vrchním důstojníkem. Po několika letech do jiné loďařské společnosti. Tam byl díky své gramotnosti a aktivitě v dělnickém hnutí zvolen odborovým předákem. V roce 1921 se stal místopředsedou odborové organizace společnosti a vstoupil do Komunistické strany Číny.
Během Severního pochodu obsadila armáda Kuomintangu části provincie Chu-pej a táhla směrem na Wu-chan. Siang a jeho kolega Sü Paj-chao založili odborový svaz provincie Chu-pej a mobilizovali dělníky ke stávkám proti místním vojevůdcům , čímž výrazně pomohli kuomintangské armádě. Poté, co se ústředí komunistů přesunulo do Wu-chanu, byl Siang za své zásluhy na V. sjezdu KS Číny v květnu 1927 zvolen členem jejího ústředního výboru. Siang tehdy patřil mezi nejvýznamnější dělnické aktivisty spolu se Su Čao-čengem, Wang Che-poem a Teng Pchejem.
První sjednocená fronta se potýkala s občasnými konflikty mezi Kuomintangem a komunisty. Siang vyjadřoval svou nespokojenost s Kuomintangem přímo, na rozdíl od kompromisnějšího postoje tehdejšího stranického vůdce Čchen Tu-sioua. Siangův rozhodný postoj udělal dojem na Kominternu, která v červenci 1927 odsoudila ústřední orgány KS Číny s tím, že v jejich kompromisní politice ve vztahu ke Kuomintangu jsou známky oportunismu. S tím, že požadoval zvýšení vlivu dělnických a rolnických vůdců v komunistické straně. Tento názor více odpovídal Siangovu tvrdému postoji.
V důsledku neúspěchu a rozpadu První jednotné fronty (a masakrech komunistů v oblastech ovládaných pravým křídlem Kuomintangu) na konferenci vedení strany v srpna 1927 byl odvolán dlouholetý vůdce strany Čchen Tu-siou. V srpnu 1927 bylo sestaveno nové vedení strany, devítičlenné prozatímní politbyro v čele s Čchü Čchiou-pajem, Siang se stal jedním z jeho členů. V říjnu 1927 Siang odjel do Sovětského svazu jako vedoucí delegace KS Číny. Jeho zkušenosti a porozumění dělnickému hnutí v Číně mu v Kominterně zajistily prestiž. Východnímu oddělení Kominterny pomáhal řešit čínské záležitosti, například uklidnění protestů čínských studentů na moskevské Sunjatsenově univerzitě.

### Vůdce komunistické strany
V červnu 1928 u Moskvy proběhl VI. sjezd KS Číny. Siang na tomto sjezdu napadl jak levičáctví Čchü Čchiou-paje, tak pravičáctví Čang Kuo-tchaoa, zatímco sebe prezentoval jako ortodoxního představitele čínské revoluce. Na sjezdu byl znovuzvolen do ÚV a, v souladu se snahou Kominterny o posílení zastoupení dělnických kádrů ve vedení strany, také do politbyra a následně byl zvolen i generálním tajemníkem ústředního výboru, tedy vůdcem strany.
Po té se Siang vrátil do Šanghaje, aby dohlížel na každodenní práci ústředí KS Číny v čele politbyra, resp. jeho stálého výboru, kde byli nejvýraznějšími postavami Čou En-laj (staral se o organizaci strany, bezpečnost a vojenství) a Cchaj Che-sen (vedl propagandu a ideologické otázky), čtvrtým členem byl Siang Jing. V listopadu 1928 Cchaj Che-sena (umírněného, odvolaného do Moskvy) nahradil ve stálém výboru Li Li-san (levý radikál). Siang Čung-fa nebyl autoritativní vůdce, Čou a Li tak převzali většinu praktického vedení strany, nicméně brzy se začali dostávat do konfliktů, když Li Li-san zastával energičtější a radikálnější politiku založenou na očekávaní brzké revoluce, zatímco Čou prosazoval umírněnější strategii. Radikalismu přitom roku 1929 nahrál posun v politice Kominterny ovlivněné vnitropolitickými spory v Sovětském svazu (boj Stalinovy většiny proti „pravé opozici“ Bucharin-Rykov-Tomskij). V Šanghaji se tak Siang snažil zprostředkovat mezi Čouem a Liem a tlumit jejich neshody. I přes diskuze v nejužším vedení strana v letech 1928–1930 výrazně vyrostla a její ozbrojené síly ve venkovských horských regionech několika provincií zesílily ze slabých oddílů (celkem 10–20 tisíc mužů) na relativně silné bojové svazky (celkem 60–80 tisíc mužů).
Na jaře 1930 Čou En-laj kvůli rozdílným názorům s Li Li-sanem na postup strany odjel ze Šanghaje do Moskvy a Li Li-san pak prakticky převzal kontrolu na stranickým ústředím. V přesvědčení, že revoluce v Číně přichází, přikázal v červenci 1930 nyní relativně silným svazkům čínské Rudé armády sestoupit z hor a začít dobývat města v nížinách. Na několik dní se rudým vojskům podařilo dobýt Čchang-ša, hlavní město provincie Che-pej, ale zakrátko z něho byla vyhnána a následujících pokusech o jeho znovudobytí utrpěli komunisté velké ztráty a v září 1930 byli nuceni se stáhnout do hor.
Na neúspěch Li Li-sanovy strategie (a v neposlední řadě na jeho výzvy k zapojení Sovětského svazu do bojů v Číně, což vzbudilo velké znepokojení ve vedení Sovětského svazu) Kominterna reagovala ostrou kritikou a do Číny vyslala Čou En-laje a Čchü-čchiou-paje k nápravě stranické politiky. Ti v srpnu 1930 přijeli do Šanghaje a na zasedání ÚV v září 1930 prosadili odmítnutí Li Li-sanova radikalismu jako takticky chybného (ale celkově jeho politiku neodsoudili) a odsunuli Li Li-sana ze stálého výboru politbyra. Siang Čung-fa zůstal v čele strany s Čou En-lajem, Siang Jingem a Sü Si-kenem ve stálém výboru, přičemž velký vliv měl i Čchü-čchiou-paj. Kominterna s tím nebyla spokojená, přikázala Li Li-sanovi odjet do Moskvy (odjel koncem listopadu 1930) a v lednu 1931 Pavel Mif, nový vedoucí Dálněvýchodního byra Kominterny (skupiny představitelů Kominterny v Šanghaji, která bezprostředně dohlížela na vedení KS Číny), na zasedání ÚV prosadil odsouzení Li Li-sanovy politiky jako chybné levičácké linie. Odsouzena byla i pravá skupina oponentů Li Li-sana kolem stranických a odborových funkcionářů v Ťiang-si a Šanghaji (Che Meng-siung, Luo Čang-lung a další), a opět reorganizováno vedení. V čele strany pak stál Siang Čung-fa s Čou En-lajem (organizace, vojenství, bezpečnost) a Mifovým studentem z moskevské Sunjatsenovy univerzity Wang Mingem (ideologie, propaganda).
V dubnu 1931 kuomintangská policie zatkla kandidáta politbyra Ku Šun-čanga, který pod vedením Čou En-laje zodpovídal za bezpečnost vedení strany. Ku pod tlakem mučení začal vypovídat, což vedlo k vlně zatýkání komunistů, v červnu 1931 tak byl zatčen i Siang Čung-fa. Z obavy, že se komunisté pokusí o jeho vysvobození, byl zakrátko zastřelen.